# Denisiphantes denisi
Espèce
Synonymes
- Lepthyphantes denisi Schenkel, 1963

Denisiphantes denisi est une espèce d'araignées aranéomorphes de la famille des Linyphiidae.

## Distribution
Cette espèce est endémique de Chine. Elle se rencontre au Gansu, au Qinghai, au Yunnan et au Guizhou.

## Description
Le mâle décrit par Tu, Li et Rollard en 2005 mesure 3,07 mm et la femelle 3,00 mm.

## Systématique et taxinomie
Cette espèce a été décrite sous le protonyme Lepthyphantes denisi par Schenkel en 1963. Elle est placée dans le genre Denisiphantes par Tu, Li et Rollard en 2005.

## Étymologie
Cette espèce est nommée en l'honneur de Jacques Denis.

## Publication originale
- Schenkel, 1963 : « Ostasiatische Spinnen aus dem Muséum d'Histoire naturelle de Paris. » Mémoires du Muséum national d'Histoire naturelle, Paris (A, Zoologie), vol. 25, p. 1-481.